# ستالاچ
ستالاچ (به صربی: Stalać) یک منطقهٔ مسکونی در صربستان است که در چیچواتس واقع شده‌است. ستالاچ ۱۸٫۰۶ کیلومتر مربع مساحت و ۱٬۵۲۱ نفر جمعیت دارد و ۲۳۵ متر بالاتر از سطح دریا واقع شده‌است.